# Salem Media Group
Die Salem Media Group („The Message Is Our Mission“) ist ein börsennotierter Medienkonzern mit Sitz in Camarillo, Kalifornien. Der Konzern sieht sich einer evangelikal-konservativen Ausrichtung seiner Programme verpflichtet und betreibt die meisten seiner Medien mit entsprechenden Inhalten. Nach den Marktführern iHeart Media und Cumulus Media belegt die Salem Media Group den fünften Platz als Betreiber kommerzieller Radiostationen in den USA, gemessen an der Gesamtzahl der Radiostationen (Stand: 2017).

## Geschichte
Stuart Epperson und sein Schwager Edward G. Atsinger gründeten 1972 Salem Communications. Epperson war Mitglied des Council for National Policy und des Direktorats der National Religious Broadcasters Association. Sie bauten nach und nach die christlichen Radio-Talk-Shows aus und machten die Hosts James Dobson, Randall Terry, Janet Parshall und Michael Medved bekannt.
Anfang der 2000er Jahre war Salem nach IHeartMedia der am zweitschnellsten wachsende Radiokonzern. Mit der Deregulierung des Radiomarktes ab 1996 kaufte die Unternehmensgruppe mehrere Sender in wichtigen Radiomärkten der Metropolregionen. So besitzt Salem in Los Angeles vier Stationen, in Honolulu, Hawaii sieben. Mit der zunehmenden Verbreitung von iPods entwickelte Salem ein eigenes Angebot, das umgangssprachlich als „godcasting“ bezeichnet wird.
Disney Radio dünnte ab 2015 sein Portfolio an Stationen aus und Salem kaufte WMKI-Boston für 500.000 US-Dollar und erweiterte seine Präsenz auf fünf Sender in dem Markt. In gleichem Zug kaufte Salem KMKI Plano in Texas für 3 Millionen US-Dollar.
2015 beteiligte sich Salem zum ersten Mal an der Übertragung der Debatten in der Vorwahl zur Bestimmung des Kandidaten der Republikaner für die Präsidentschaftswahl 2016. In Zusammenarbeit mit CNN übertrug Salem drei von rund einem Dutzend Debatten. Der Salem-Journalist Hugh Hewitt beteiligte sich an den Frage-Antwort-Panels ab September 2015. Im Mai 2018 berichtete CNN, dass einige Unternehmensmanager während des Hauptwahlkampfs 2016 Druck auf Salem-Radiomoderatoren ausgeübt hatten, den republikanischen Kandidaten Donald Trump positiver darzustellen.

## Programme und Ausrichtung
Die Salem Media Group ist der führende Hörfunkanbieter für christliche und familienorientierte Themen sowie konservative Werte in den USA. Zudem ist der Konzern ein Onlinehändler sowie Magazin- und Buchverlag.
Als Kernformat seiner Radioprogramme produziert Salem ein konservativ unterlegtes, leichtes Talk-Musikformat, das seine konservative Ausrichtung in konkreten politischen und Alltagsthemen transportiert. Salem nennt dieses Format „Christian Teaching and Talk“.
Daneben ist das „News-Talk-Format“, das in der Zuhörerschaft zweitbeliebteste und meistübertragene Radioformat in den USA. Dabei schließt dieses Format an die Kernausrichtung von Salem, das „Christian Teaching and Talk“-Programm, an und nennt sich „Conservative Talk“. Beide Formate vermitteln eigenen Angaben zufolge sowohl konservative als auch familiäre Werte.
Im Jahresbericht 2003 schrieb die Salem Media Group über ihre Werte in ihrem Mission Statement: „Eine heilsame Ehe. Eine wiedergewonnene Kindheit. Ein zurückgewonnener Glaube. Eine Sendung zur rechten Zeit.“ („One mended marriage. One regained childhood. One restored faith. One broadcast at a time.“).

### Talkshow-Hosts
Eine Reihe konservativer Talkshow-Hosts sind beim Salem Radio Network unter Vertrag.
- Als ehemaliger United States Secretary of Education in der Reagan-Ära und Director des Office of National Drug Control Policy unter Bush gilt William Bennett als einer der konservativsten Hosts. Er setzt sich für den War on Drugs ein.
- Larry Elder bezeichnet sich selbst „libertarian with a small ‘l’“ um sich von der Libertarian Party zu distanzieren. Er unterstützt beispielsweise den „War on Terror“.[8] Nachdem sein Vertrag beim KABC bzw. dem ABC Radio Network nicht verlängert wurde, wechselte er zu Salem KRLA in Los Angeles und wird nun von SRN US-weit ausgestrahlt.
- Mike Gallagher rangiert unter den 10 beliebtesten Radio Hosts in den USA. Er lehnt Hillary Clinton ab und macht Barack Obama und andere Demokraten für diverse Missstände verantwortlich. Zu seinen Vorschlägen gehörte z. B. 2010 eine eigene Warteschlange für Muslime an Flughäfen einzurichten.[9] Seit 2006 wird die „Mike Gallagher Show“ wochentags US-weit ausgestrahlt.[10]
- Dennis Prager sendet seit 1982 aus Los Angeles bei KRLA und wird seit 1999 syndicated.[11][12] 2016 wurde er auf Platz 36 der „Heavy Hundred“ Talkhosts geführt.[13]
- Michael Medved vertritt abstruse Thesen, u. a. dass Adolf Hitler schwul gewesen sei und derartige Orgien gefeiert habe. Er ist jüdischer Abstammung und weicht als orthodoxer Jude die starke christlich-evangelikale Ausrichtung von Salem leicht auf. 2016 wurde er auf Platz 27 der „Heavy Hundred“ Talkhosts geführt.[13] Die „Michael-Medved-Show“ läuft werktäglich landesweit.[14][15]
- Hugh Hewitt moderiert sowohl im Radio als auch im Fernsehen seine Show auf KCET-TV in Los Angeles. SRN syndicated das Programm US-weit. 2016 wurde er auf Platz 27 der „Heavy Hundred“ Talkhosts geführt.[13]

## Struktur und Programmverbreitung
Die Salem Media Group gliedert sich in mehrere Geschäftsfelder.
- Die Salem Media Group besitzt und betreibt 118 Radiostationen. Davon sind 73 Stationen im „nation’s top 25 top market“ und 25 in den „top 10“ angesiedelt. Dabei können die Stationen auf den Online- und Marketingzweig des Mutterkonzerns zugreifen.
- Das Salem Radio Network vergibt die Produktionen der eigenen Stationen als nationale Syndikat-Programme an etwa 2700 Stationen in den USA. Darunter ist z. B. die „Michael Medved Show“.
- Landesweite Radiowerbung wird mittels der Salem Radio Representatives verkauft.
- Das Salem Web Network ist einer der führenden Provider für christlich-konservative Inhalte und Online-Streaming-Dienste. Salem Publishing verlegt christliche Magazine.

## Rezeption
Nach dem Politikwissenschaftler John C. Green von der University of Akron hören konservative Christen Salem Programme, „the same way sports fans listen to sports radio shows“. Sie wollten die letzten Ergebnisse der Entwicklungen zu Abtreibung, gleichgeschlechtlicher Ehe und der US-Kriege wissen.
Carol Pierson, Präsident (CEO) der „National Federation of Community Broadcasters“, sagte 2005, dass religiöse Programme wie die von Salem Media auch bei vielen kleinen Lokalradios zunehmend Einzug hielten. In einigen Gegenden, in denen die freien Lokalradios Jazz gespielt hätten und Programme des NPR, würden nun religiöse Programme übertragen. In den stark umworbenen kommerziellen Märkten hingegen stächen finanzstarke Konzerne wie Salem alle Mitbewerber aus. Pierson sagte: “I think this is a major issue, and its impact on democracy is incredible.”
Kritisiert wird, dass das Salem Radio Network prominent Klimakritiker, Homophobe, radikale Abtreibungsgegner, „American Exceptionalist“ und einseitige rechte Medien wie das WorldNetDaily zu Wort kommen ließen.

## Bekannte Stationen
Der Konzern betreibt die meisten Stationen nicht direkt, sondern durch ihm mehrheitlich gehörende Sub-Medienunternehmen. Sie orientieren sich mit ihren Stationen stärker an den einzelnen US-Staaten und -Regionen.

### Christlicher Talk
„Christian Teaching and Talk“ ist das Kernformat von Salem. Folgende Stationen des Konzerns senden diese Inhalte:
- KWRD Dallas-Fort Worth, Texas (mittels Ultrakurzwelle, UKW)
- Family Talk auf Sirius XM 131 (per Satellit)
- KKMS –  980 The Mission Richfield, Minnesota (über Mittelwelle, MW)
- WYLL Chicagos Word Chicago, Illinois (MW-Clear-Channel-Station)[18]

### Conservative Talk
Die meisten Salem-Talkradio-Stationen nutzen den Slogan und stellen an sich den programmatischen Anspruch The Answer.
- WWRC Washington, D.C. – 1260 The Answer (eine starke MW-Station)
- WWTC Minneapolis-Saint Paul, Minnesota
- WNYM Hackensack, New Jersey – The Answer (Clear Channel Station)
- KSKY Balch Springs, Texas – 680 The Answer (ebenfalls eine starke MW-Station)

### Zeitgenössische christliche Musik
Das sogenannte CCM-Format (Christian Contemporary Music), auch „The FISH“, ist ein festes Genre im US-Hörfunk.
- WFSH-FM Athens, Georgia, „104 The Fish“

### Spanischsprachige Programme
Den Radiomarkt im Süden der USA der wachsenden hispanischen Gemeinschaft bedient Salem mit christlichen Programmen.
- WWDJ Boston, Massachusetts – „Radio Luz“ (MW)

### Business Talk
Das Wall Street Business Network von Salem bietet diesen Salem-Sendern aktuelle Börsennachrichten und „Business Talk“.
- KYCR Twincities (MW)
- KDMT Denver, Colorado (MW)

### Weitere Formate
Neben den Kernthemen besitzt Salem Media Stationen mit Formaten wie Country, Southern Gospel, Praise and Worship (Lobpreis und Anbetung).
- KRYP Portland – El Rey
- KKOL Honolulu, Hawaii  – KOOL Gold – Easy Going Pop